# Patella aspera
Patella aspera är en snäckart som först beskrevs av Peter Friedrich Röding 1798.  Patella aspera ingår i släktet Patella, och familjen skålsnäckor. Det är osäkert om arten förekommer i Sverige.